# سیسیلیه تورسن
سیسیلیه تورسن (نروژی: Cecilie Thoresen) زادهٔ ۷ مارس ۱۸۵۸و مرگ به تاریخ ۱۳ نوامبر ۱۹۱۱م، در سن ۵۳ سالگی یک سیاستمدار نروژی و از مدافعان سرشناس حقوق زنان بود.
ایدا سیسیلیه تورسن، نخستین دختری بود که در نروژ موفق به دریافت دیپلم پایان دبیرستان شد و به عنوان نخستین دانشجوی زن در تاریخ ۸ سپتامبر ۱۸۸۲م، در دانشگاه اسلو ثبت نام کرد. همچنین وی چهره ای سرشناس در جنبش زنان بود و در چند تشکیلات مدافع حقوق زنان عضویت داشت. زمانی که سیسیلیه تورسن در آزمون پایانی دوره متوسطه شرکت کرد، زنان در نروژ هنوز اجازه تحصیل در دانشگاه را نداشتند. او خود از طریق تصویب یک لایحه ویژه خصوصی در مجلس ملی نروژ مجوز ثبت نام در دانشگاه را دریافت کرد. تا اینکه در سال ۱۸۸۴م، قانونی عمومی تصویب شد و به همه زنان امکان تحصیل در دانشگاه را اعطاء کرد.

## پیشینه

### کودکی و نوجوانی
ایدا سیسیلیه تورسن سال ۱۸۵۸م، در خانواده ای مرفه و صاحب املاک زراعتی در شهرک ایدسوول به دنیا آمد. پدرش پزشک و مادرش دختر تاجری ثروتمند و تحصیل کرده بود. سیسیلیه در کنار سه برادر و یک خواهر در شهرک زادگاهش بزرگ شد و در خانه و در مدرسه ای خصوصی درس خواند. او از کودکی به اسکی می‌رفت و در نوجوانی از معدود دخترانی بود که در مسابقات اسکی شرکت می‌کرد. امری که در آن دوران به هیچ وجه مرسوم نبود. معروف است که در واقع این پدر سیسیلیه بود که از شهر زادگاهش  شین، ورزش اسکی را به ایدسوول آورد و به اهالی معرفی کرد.
سیسیلیه تورسن از همان کودکی علاوه بر نواختن پیانو، مانند مادرش به مطالعه علاقه زیادی داشت و گاه آثار فلسفی نسبتاً سنگینی، مثل
انقیاد زنان اثر جان استوارت میل را می‌خواند. این مطالعات زود هنگام خیلی زود او را متقاعد کرد که به زنان ظلم شده و جایگاه آنها در اجتماع منصفانه نیست. او بعدها در مصاحبه ای با یک نشریه متعلق به دانشجویان دختر گفته‌است: وقتی می‌خواستم در امتحان نهایی دبیرتان شرکت کنم ۲۰ ساله بودم و برای من دیر بود و نهایتاً وقتی در امتحان شرکت کردم، باز هم دیرتر شده بود.

### شرکت در امتحانات رسمی
در سال ۱۸۷۹م، سیسیلیه تورسن در امتحانات مدرسه دخترانه در کریستینیا شرکت کرد. اما مدرک مدرسه دخترانه چندان اعتبار نداشت و سیسیلیه تصمیم گرفت برای تأمین آینده خود وارد مدرسه بازرگانی شود تا بعدها بتواند شغلی برای خود به دست آورد. در این مدرسه او ۸ روز در یک دوره آموزش دفترداری مخصوص بانوان شرکت کرد، اما خیلی زود دچار خستگی شد و مدرسه را رها کرد. سپس نامه ای به پدرش نوشت و از وی کمک خواست تا بتواند در امتحانات رسمی پایان دبیرستان شرکت کرده و دیپلمی معتبر بگیرد.
حمایت پدر از این خواسته دخترش به هیچ وجه بدیهی نبود. چرا که پدرش از نظر سیاسی شخصی محافظه کار و برعکس دخترش، متمایل به
راست بود. با این حال پاسخ پدر مبنی بر حمایت از خواست وی خیلی زود به دست سیسیلیه تورسن رسید. در ادامه پدرش دست به قلم برد و درخواستی رسمی به تاریخ شب کریسمس سال ۱۸۸۰م، به نمایندگی از دخترش به وزارت کلیسا و آموزش نروژ نوشت.
به نوبت خود سیسیلیه تورسن نیز مستقیماً با وزیر کلیسا و آموزش نروژ تماس گرفت و با خوشبینی خاص دختران جوان انتظار مساعدت داشت. اما در عمل جناب وزیر با واگذار کردن تصمیم به هیئت مدیره دانشگاه، مسئولیت را از سر خود گشود و نهایتاً جواب هیئت مدیره نیز منفی بود.
پس از دریافت جواب منفی، سیسیلیه تورسن در پاییز سال ۱۸۸۱م، به هاگبارت برنر که نماینده مجلس بود و به عنوان شخصیتی برجسته در حمایت از حقوق زنان شناخته می‌شد، متوسل شد. به دنبال تقاضای سیسیلیه تورسن، و در حمایت از وی، هاگبارت برنر پیشنهاد یک قانون ویژه و منحصر به مورد را به مجلس ارائه داد که تنها با یک رای مخالف به تصویب رسید. سهولت تصویب این پیشنهاد خارج از انتظار نبود. چرا که همزمان مجلس در آن دوره در گیر استیضاح دولت بود و مبارزات انتخاباتی نیز نزدیک بود و پرونده بی‌اهمیتی مانند این مورد، ارزش دشمن تراشی نداشت. به ویژه اینکه وضعیت این دختر جوان بیشتر انتقاد را متوجه سیاست‌های اجرایی دولت می‌کرد و دست آویز خوبی برای تبلیغات علیه دولتی بود که در تفسیر قوانین به مشکل برخورده بود.

اما درست وقتی به نظر می‌رسید که راه هموار شده‌است، مشکل دیگری بر سر راه سیسیلیه تورسن قرار گرفت؛ و آن زمانی بود که یکی از استادان رشته الهیات بر این اساس که آموزش ریاضیات در مدرسه خصوصی دختران از سطح معیار دبیرستان رسمی دولت پایین‌تر بوده‌است، با شرکت وی در امتحانات نهایی دبیرستان مخالفت کرد. نهایتاً سیسیلیه تورسن مجبور شد در یک امتحان ریاضی اضافه بر سازمان نیز به صورت متفرقه شرکت کند تا به او اجازه شرکت در امتحان نهایی داده شود. در آن دوره امتحان نهایی دیپلم در محل دانشگاه برگزار می‌شد. سرانجام چند هفته بعد از قبولی در امتحان مقدماتی ریاضی، سیسیلیه تورسن در امتحانات نهایی حاضر گشته و موفق به کسب نمراتی شد که وی را درمیان ۳۰ نفر از بهترین‌ها قرار می‌داد. به این ترتیب سیسیلیه تورسن نخستین زنی در تاریخ نروژ بود که در این امتحانات شرکت کرد و پذیرفته شد. پذیرشی که به وی اجازه شروع تحصیل در دانشگاه را می‌داد.

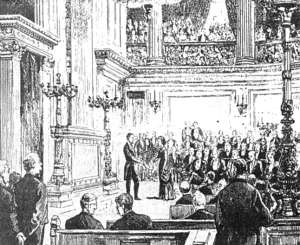
نخستین دانشجوی دختر نروژی، سیسیلیه تورسن، در ۸ سپتامبر ۱۸۸۲م، در دانشگاه سلطنتی فردریک (دانشگاه فعلی اسلو) ثبت نام کرد.

دو سال بعد در سال ۱۸۸۴م، با تصویب یک قانون عمومی به همه زنان واجد شرایط در نروژ اجازه تحصیل در دانشگاه اعطاء شد.

### ازدواج
سیسیلیه تورسن بلافاصله بعد از دریافت مدرک دیپلم مشغول تحصیل علوم طبیعی و ریاضیات در دانشگاه اسلو شد. همچنین وی به کپنهاگ رفت و حدود یکسال نیز در دانشگاه آنجا تحصیل خود را ادامه داد. اما پیش از پایان دوده درسی به دلیل مقدمات ازدواج از تحصیل دست کشید. در سال ۱۸۸۷م، سیسیلیه تورسن با برادر دوست و معلم خود
گینا کروگ که یک وکیل بود و بعدها به عضویت دیوان عالی کشور در نروژ برگزیده شد، ازدواج کرد. خانم ایدا سیسیلیه تورسن کروگ که نام کامل وی پس از ازدواج بود، در عرض سه سال، دو پسر و یک دختر به دنیا آورد. او بعدها در مصاحبه ای گفته‌است:  من همیشه می‌دانستم که روزی ازدواج خواهم کرد. اما تصور من این بود که شوهر و بچه مانع درس خواندن نمی‌شوند. ولی در عمل بزرگ کردن بچه‌ها با درس خواندن جور در نمی‌آید. حتی در خانه ای که مستخدم داشته باشد.

### سالهای واپسین
آنچه بیش از هر چیز سیسیلیه تورسن را برجسته و محبوب ساخت نیروی جوانی او و وضع و موقعیتی بود که بسیاری از دختران نروژی خود یا آرمانهای خود را در آن باز می‌شناختند. با این حال سیسیلیه تورسن در میان دیگر اقشار و گروه‌های سنی زنان نیز چهره ای فعال و شناخته بود. او بنیانگذار انجمن اسکول نورن‌ها در سال ۱۸۸۳م، بود و در سال ۱۸۸۴م، در تأسیس انجمن زنان نروژ نقشی کلیدی داشت. هم او در سال ۱۸۸۵م، مؤسس انجمن حق رای برای زنان بود. همچنین
سیسیلیه تورسن در انجمن بهداشت زنان نروژ از اعضای نخستین دوره هیئت مدیره بود و در آخر اما نه فقط در سال ۱۹۰۴م، سیسیلیه تورسن یکی از بانیان اصلی شورای ملی زنان نروژ بود. شورایی که وی پیشنهاد رهبری آن را نپذیرفت، اما در زمان مرگش در سال ۱۹۱۱م، نایب رئیس آن بود. سیسیلیه تورسن در سالهای آخر عمر از نوعی بیماری قلبی رنج می‌برد که در آن زمان هنوز قابل درمان نبود و سرانجام در اثر همین بیماری در سن ۵۳ سالگی درگذشت.